# دين بيكر
دين بيكر (بالإنجليزية: Dean Baker)‏ هو اقتصادي أمريكي، ولد في 13 يوليو 1958 في الولايات المتحدة.

## وصلات خارجية
- دين بيكر على موقع IMDb (الإنجليزية)
- دين بيكر على موقع IMDb (الإنجليزية)
- دين بيكر على موقع إن إن دي بي (الإنجليزية)
- دين بيكر على موقع قاعدة بيانات الفيلم (الإنجليزية)